# Sogdianos
Sogdianos (Sekydianos) – król perski z dynastii Achemenidów w roku 424 p.n.e.
Był synem Artakserksesa I i babilońskiej konkubiny Alogune. Objął władzę po zamordowaniu swego przyrodniego brata Kserksesa II (syna królowej Damaspii), przy współudziale eunucha Farnakiasa – faworyta ojca. Ten czyn nie zjednał im przychylności wojska, choć uzurpator starał się zjednać ich darami. Zabity został przez innego brata przyrodniego, Dariusza II, z którym chciał dzielić władzę. Dariusz postąpił ze swym bratem okrutnie: napojonego i objedzonego posadził na belce, która znajdowała się nad rozżarzonym pojemnikiem. Sekydianos wpadł do pojemnika zmorzony snem. Rządził zaledwie sześć i pół miesiąca. 